# Arrondissement d'Euskirchen
L'arrondissement d'Euskirchen (Kreis Euskirchen) est situé dans l'Eifel au sud-ouest du Land de Rhénanie-du-Nord-Westphalie. Il a des limites aux arrondissements d'Aix-la-Chapelle, de Düren, à l'arrondissement du Rhin-Erft et à l'arrondissement du Rhin-Sieg ainsi qu'aux arrondissements rhénano-palatiens d'Ahrweiler, de Vulkaneifel et de Bitburg-Prüm et à la province belge de Liège.

## Histoire
L'arrondissement d'Euskirchen fut créé le 1er janvier 1972 par loi du 14 décembre 1971 en fusionnant les anciens arrondissements d'Euskirchen et de Schleiden. Le 1er janvier 1975 par loi du 5 novembre 1974 la ville d'Erftstadt fut séparé de l'arrondissement et incorporé au nouvel arrondissement de l'Erft.

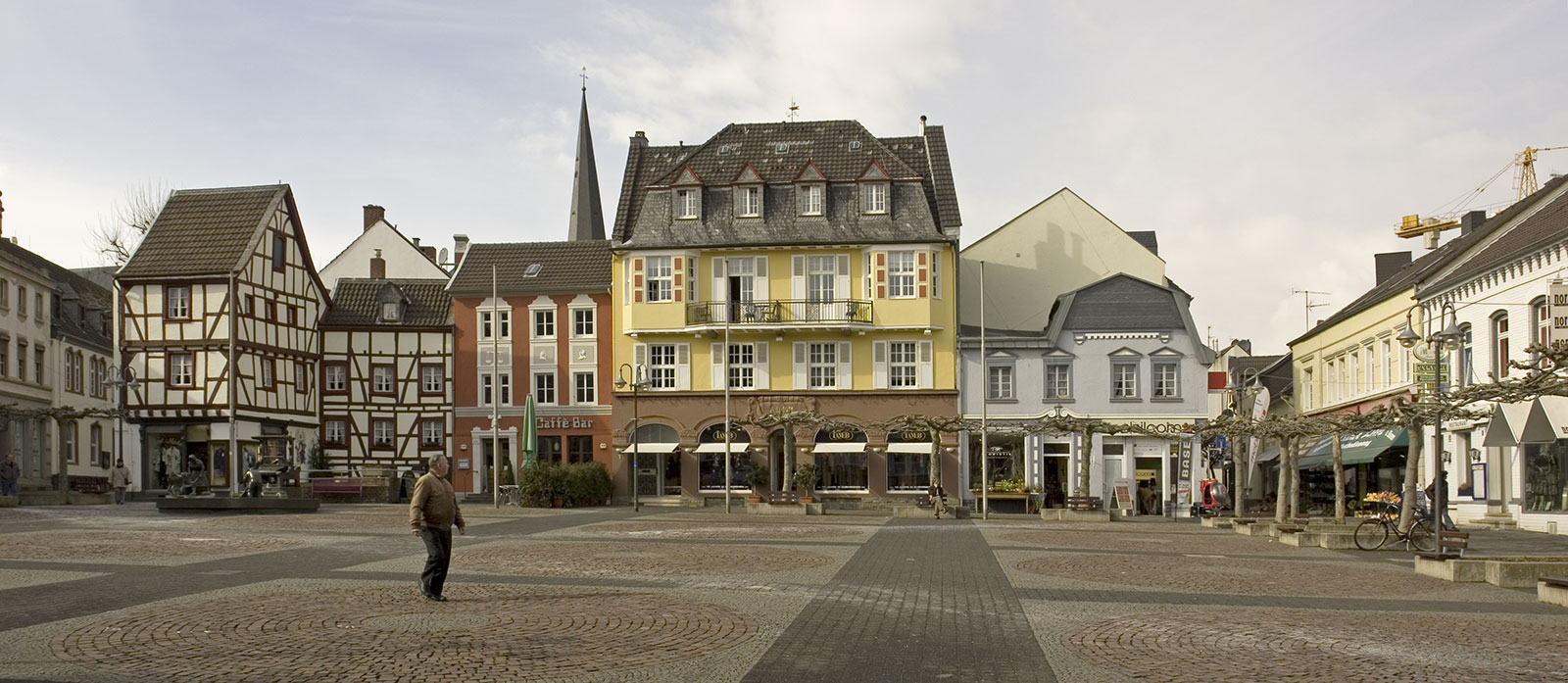
Euskirchen, marché vieux
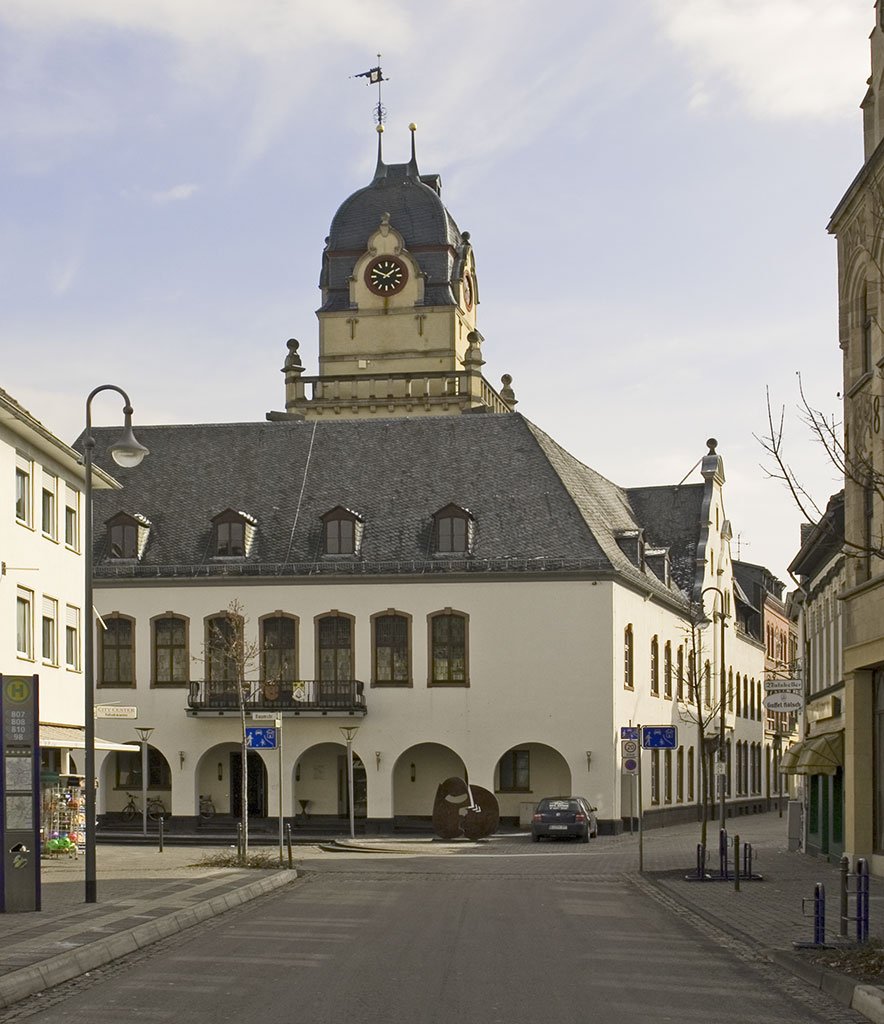
vieux Hôtel de Ville
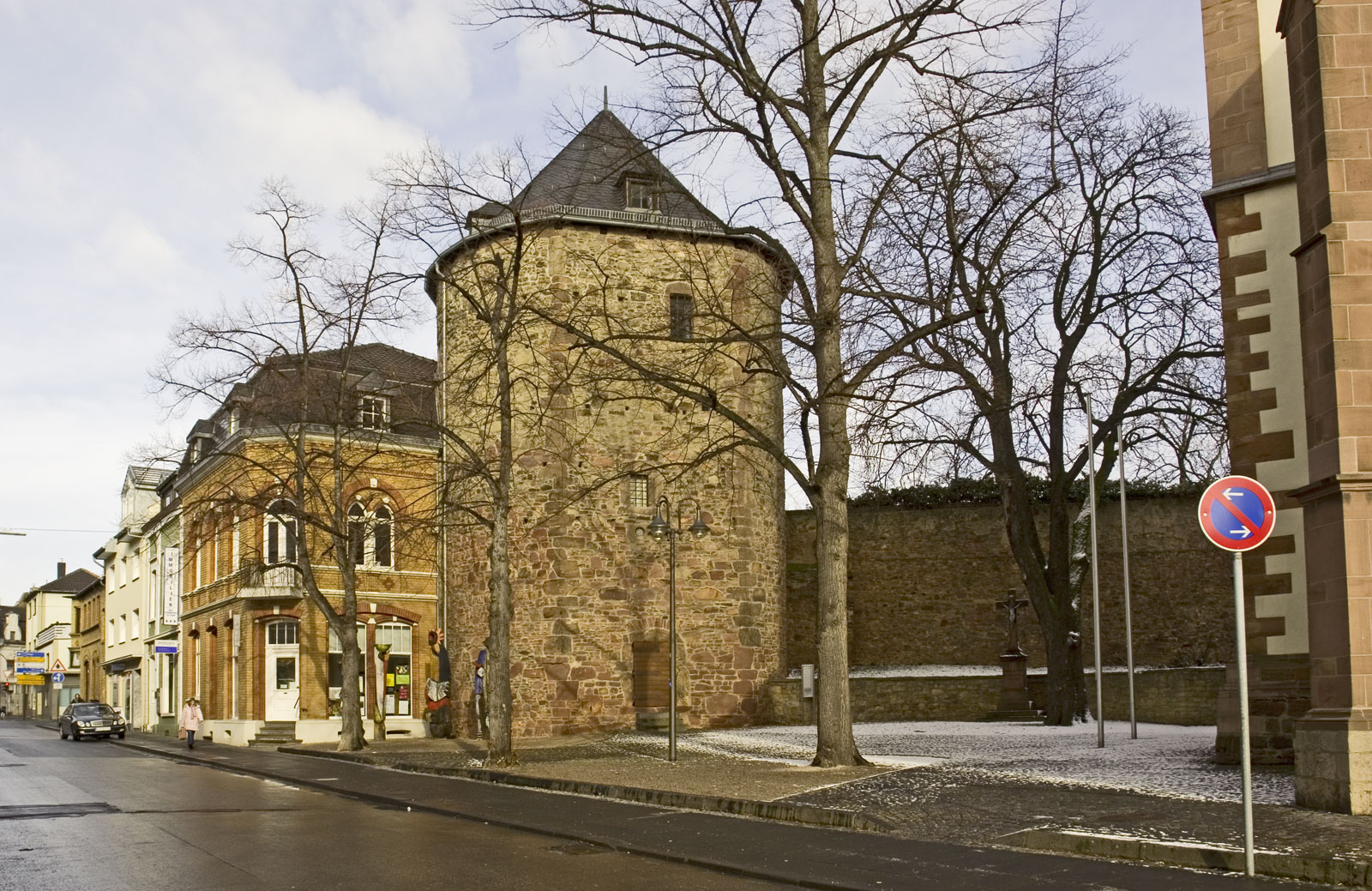
tour et la muraille

## Communes
L'arrondissement comprend 11 communes, dont 5 villes:
- Bad Münstereifel, ville
- Blankenheim
- Dahlem - la commune la moins peuplée du Land
- Euskirchen, ville
- Hellenthal
- Kall
- Mechernich, ville
- Nettersheim
- Schleiden, ville
- Weilerswist
- Zülpich, ville

## Politique
| Parti | Scrutin du 12 sept. 1999 | Scrutin du 12 sept. 1999 | Scrutin du 12 sept. 1999 | Scrutin du 26 sept. 2004 | Scrutin du 26 sept. 2004 | Scrutin du 26 sept. 2004 |
| Parti | Candidat                 | Votes                    | %                        | Candidat                 | Votes                    | %                        |
| ----- | ------------------------ | ------------------------ | ------------------------ | ------------------------ | ------------------------ | ------------------------ |
| CDU   | Günter Rosenke           | 55 015                   | 63,1 %                   | Günter Rosenke           | 46 999                   | 55,3 %                   |
| SPD   | Gudrun Mücker            | 18 397                   | 21,1 %                   | Uwe Schmitz              | 21 519                   | 25,3 %                   |
| UWV   |                          |                          |                          | Franz Troschke           | 8 535                    | 10,0 %                   |
| FDP   | Dr. Ingo Wolf            | 9 550                    | 11,0 %                   | Hans Reiff               | 7 922                    | 9,3 %                    |
| Grüne | Dr. Elisabeth Danninger  | 4 230                    | 4,9 %                    |                          |                          |                          |

| Parti | Votes  | %      | Sièges |
| ----- | ------ | ------ | ------ |
| CDU   | 42 866 | 50,2 % | 24     |
| SPD   | 18 760 | 22,0 % | 10     |
| FDP   | 8 637  | 10,1 % | 5      |
| UWV   | 8 153  | 9,5 %  | 5      |
| Grüne | 6 958  | 8,2 %  | 4      |

### Administrateur de l'arrondissement
- 1827–1830: Friedrich Wilhelm Bilefeldt (de)
- 1830–1832: Hermann Joseph Müller (de)
- 1832:–9999 Wilhelm von Ehrenberg (de)
- 1832–1874: Johann Peter Schroeder (de)
- 1874–1876: Bernhard von der Heydt
- 1876–1906: Joseph von Ayx (de)
- 1906–1907: Karl von Hartmann-Krey (de)
- 1907–1929: Karl Kaufmann (de)
- 1914–1916: Viktor von Solemacher-Antweiler (de)
- 1916–1918: Günther Reitzenstein (de)
- 1929–1933: Paul Mertens (de)
- 1933–1939: Helmut Groeger (de)
- 1939–1941: Otto Erich Hansen (de)
- 1941–1945: Ernst Bardenheuer (de)
- 7 avril 1945 – 29 octobre 1945: Anton Metternich (de)
- 29 octobre 1945 – 30 octobre 1946: Friedrich Kreusch
- 30 octobre 1946 – 8 novembre 1948: Anton Metternich
- 8 novembre 1948 – 15 novembre 1956: Heinrich August Metzler (de) CDU
- 15 novembre 1956 – 1er juillet 1976: Rudi Blass (de), CDU
- 27 octobre 1976 – 2 novembre 1994: Josef Linden (de), CDU
- 1994 – 31 octobre 2020: Günter Rosenke, sans étiquette

## Juridictions
Juridiction ordinaire:
- Cour d'Appel (Oberlandesgericht) de Cologne
  - Tribunal régional (Landgericht) d'Aix-la-Chapelle
    - Tribunal cantonal (Amtsgericht) de Schleiden: Blankenheim, Dahlem, Hellenthal, Kall, Nettersheim, Schleiden

  - Tribunal régional de Bonn
    - Tribunal cantonal d'Euskirchen: Bad Münstereifel, Euskirchen, Mechernich, Weilerswist, Zülpich

Juridictions spéciales:
- Tribunal supérieur du travail (Landesarbeitsgericht) de Cologne
  - Tribunal du travail (Arbeitsgericht) de Bonn
- Tribunal administratif (Verwaltungsgericht) d'Aix-la-Chapelle
- Tribunal des affaires de Sécurité sociale (Sozialgericht) de Cologne